# Cesare Serono
Cesare Serono (Torino, 19 ottobre 1871 – Roma, 23 dicembre 1952) è stato un chimico e politico italiano.

## Biografia
Si laureò in chimica pura presso l'Università degli Studi di Torino e nel 1897 in Medicina e Chirurgia.
Cominciò l'attività professionale nel 1889 come assistente alla Scuola di Chimica Cavour a Torino; sei anni più tardi divenne assistente di chimica pura all'Università di Torino; dal 1896 al 1900 è stato assistente alla direzione del laboratorio alla Clinica Medica Generale di Torino per poi diventare assistente volontario di anatomia Patologica nel 1901.
I suoi primi studi furono pubblicati nel 1897 dalla Clinica Medica Generale dell'Università degli Studi di Torino in un manuale.
Fu il primo a stabilire in maniera esauriente l'azione terapeutica e biologica della lecitina e sono famose le sue ricerche sull'azione terapeutica della colesterina e derivati, che introdusse in terapia nel 1912-1914; quelli sui fermenti digestivi in toto; quelli sulla formazione dell'alcool nell'organismo animale per opera del pancreas e la successiva azione similare dell'insulina; sull'azione biologica dei lipoidi; sull'azione dei gas asfissianti; quelli sull'azione fotogenetica di certe sostanze organiche dopo l'irradiazione (fosfatidi, cerebrosidi, clorofilla); quelli intesi alla dimostrazione della formazione della follicolina nell'uovo in incubazione a spese della colesterina; sul potere radioattivo delle pozzolane, e molto altro ancora.
Il principio delle scoperte di Cesare Serono fu sempre fondato sulla base della medicina biologica, ossia la cura di patologie e stati morbosi con prodotti estratti dallo stesso organo di animali sani, scientificamente trattati.
Fondò a Torino la Società per la fabbricazione di prodotti biologici con la ragione sociale Dott. Cesare Serono e C., che nel 1906 divenne Istituto Nazionale Medico Farmacologico Serono.
Negli anni successivi fu eletto Deputato alla Camera. È stato anche Consultore al Governatorato di Roma dal 1930 al 1936, Membro del Consiglio superiore di sanità, Presidente del Policlinico del Lavoro e Vice Presidente dell'Associazione Italiana di Chimica.
Fra i suoi collaboratori si ricorda Pietro Bertarelli.
Nel 1973 venne fondata la Fondazione Cesare Serono, dal 2020 Fondazione Merck Serono, e che ha cessato le sue attività in data 31 ottobre 2022.

## Pubblicazioni
- Über das Pyrantinomoxydhydrat; Journal für praktische Chemie, n.7 Band 51, 1894
- Sopra un nuovo apparecchio per dosamento dell'urea; Giorn. R. Acc. Med, Torino, 1895
- Ricerche su grani piemontesi; Annali di R. Academia apicoltura Torino, vol. XXXVIII, 1895
- Dell'alterazione delle farine in rapporto all'analisi chimica; Atti Soc. piemontese d'igiene, vol II, fasc II, 1895
- Sul dosamento del fosforo organico nelle urine; Riforma medica, n.15, gennaio 1897
- Sulle iniezioni di lecitina nell'uomo e negli animali; Regia Accademia Medicina Torino, 25 aprile 1897; Id. Archives italiennes di biologie, T. XXVII, III, 1897
- Ricerche sulle iniezioni di lecitina; Riforma Medica, anno XIII, 1897, ottobre
- Sulla presenza delle basi terziarie nell'orina; Regia Accademia Medica Torino, 3 febbraio 1899.
- Sopra un nuovo metodo di dosamento degli acidi nel succo gastrico; Giornale Clinica Medica Italiana, XI, 38, 1899
- Ricerche chimiche sui processi degenerativi del fegato nell'avvelenamento acuto da fosforo; Rassegna Chimica e Terapia, V, 18, anno 1908
- Metodo per la preparazione dei metalli colloidali stabili; Arch. Farm. Sperimentale, vol LX, 1910
- Sulla costituzione della luteina; Arch. Farm. Sperimentale, anno XI, vol XIV, 1910
- Sulla priorità della terapia sulla colesterina e suoi derivati eterei; Arch. Farm. Sperimentale, XIV, 1910
- Azione biologica e terapeutica della colesterina, I-II nota; Rassegna chimica e terapia, aprile 1913, Roma Id. Id., maggio 1914
- Venticinque anni di terapia lecitinica; Rassegna di Chimica e Terapia, Roma, maggio 1921
- Applicazioni e limiti dell'opoterapia; Rassegna di Chimica e Terapia, Roma, aprile 1922
- La terapia cupr. della tubercolosi della lettra. I, II e III nota; Rassegna di Chimica e Terapia, Roma, 1920, fasc. 1-3, Id. Id. 1922
- Sul metabolismo degli idrati di carbonio; Rassegna di Chimica e Terapia, Roma, anno XXIV, 1925. Id Journ. Medicales de Bruxelles, 1928, avril
- Il problema della fissazione del cascio nell'organismo. I e II nota; Rassegna di Chimica e Terapia, Roma, 1927-1929 e Gaceta med. espan., 1929, Press medicale, 1927
- Vita e Radiazione; Revista Medica de Chile, dicembre 1929
- Inauctions de Rayons ultra-violets de quelques phosphatides organiques après leur irradiation. I e II nota; Presse Medicale, Paris, septembre 1928; Journal de Chimie Biolog., Paris, Mai 1933